# دین کلارک (بازیکن فوتبال، زاده ۱۹۷۷)
دین کلارک (انگلیسی: Dean Clarke؛ زادهٔ ۲۸ ژوئیهٔ ۱۹۷۷) بازیکن فوتبال اهل بریتانیا است.
از باشگاه‌هایی که در آن بازی کرده‌است می‌توان به باشگاه فوتبال بث سیتی، باشگاه فوتبال نیوپورت کانتی، باشگاه فوتبال چلتنهام تاون، باشگاه فوتبال مرثر تاون، و باشگاه فوتبال هرفورد یونایتد اشاره کرد.